# Colostygia blachierata
Colostygia blachierata là một loài bướm đêm trong họ Geometridae.